# A pari
Het begrip a pari wordt met waardepapieren gebruikt in de obligatiehandel en de handel in aandelen en duidt op een koers van 100% nominale waarde.

## Etymologie
De term a pari is afkomstig uit de Italiaanse taal, voor het eerst aangetroffen in de Nederlandse taal in 1643. A is een Italiaans voorzetsel met meerdere betekenissen afhankelijk van de context, zoals bij, naar, in en tegen. Het woord pari heeft de betekenis gelijkwaardigheid (tussen twee of meer termen). Sindsdien is het een leenwoord geworden en een alledaags begrip in de effectenhandel.

## Obligaties
De term a pari wordt voornamelijk gebruikt in de obligatiehandel. Een obligatie is a pari wanneer de koers gelijk is aan 100% van de nominale waarde.
Bij een obligatie onder pari of beneden pari ligt de uitgifteprijs onder de nominale waarde van de obligatie. Het verschil tussen de nominale waarde en de uitgifteprijs heet het disagio.
Een obligatie kan ook boven pari uitgegeven worden. In dat geval ligt de uitgifteprijs boven de nominale waarde van de obligatie. Het verschil tussen de nominale waarde en de uitgifteprijs is in dat geval het agio.

## Aandelen
Aandelen worden zo goed als altijd a pari uitgegeven. Dit wil zeggen dat de nominale waarde overeenkomt met de intekeningsprijs van een aandeel.
Een vennootschap kan er echter ook voor kiezen om haar aandelen boven pari uit te geven. Op deze manier voorkomt ze dat de reeds bestaande aandelen relatief in waarde zakken. De nieuwe aandelen worden dan uitgegeven aan een intekeningsprijs die de intrinsieke waarde van reeds bestaande aandelen beschermt.
Aandelen beneden pari plaatsen betekent dat de aandelen onder de nominale waarde geplaatst worden. Dit is maar in één situatie toegestaan, namelijk wanneer de onderneming de aandelen overdraagt aan een bank. Dit doet een onderneming alleen maar als zij zelf de aandelen niet a pari of boven pari kan plaatsen en erg dringend nieuw vermogen nodig heeft. De minimumkoers waartegen dan kan worden geplaatst, is 94% van de nominale waarde.